# Corgoň liga 2003/2004
1. slovenská fotbalová liga v sezóně 2003/04.

## Konečná tabulka
| Poř. | Tým                      | Z  | V  | R  | P  | VG | OG | B  |
| ---- | ------------------------ | -- | -- | -- | -- | -- | -- | -- |
| 1.   | MŠK Žilina               | 36 | 17 | 13 | 6  | 62 | 35 | 64 |
| 2.   | FK Dukla Banská Bystrica | 36 | 17 | 13 | 6  | 58 | 36 | 64 |
| 3.   | MFK Ružomberok           | 36 | 15 | 10 | 11 | 58 | 36 | 55 |
| 4.   | FC Spartak Trnava        | 36 | 15 | 8  | 13 | 46 | 46 | 53 |
| 5.   | AS Trenčín               | 36 | 13 | 9  | 14 | 37 | 43 | 48 |
| 6.   | FK ZTS Dubnica nad Váhom | 36 | 12 | 10 | 14 | 41 | 42 | 46 |
| 7.   | FK Inter Bratislava      | 36 | 12 | 9  | 15 | 38 | 44 | 45 |
| 8.   | FC Artmedia Bratislava   | 36 | 10 | 14 | 12 | 43 | 44 | 44 |
| 9.   | FK Matador Púchov        | 36 | 10 | 9  | 17 | 34 | 54 | 39 |
| 10.  | ŠK Slovan Bratislava     | 36 | 6  | 11 | 19 | 37 | 58 | 29 |

- Sestupujícím klubem v ročníku 2003/04 Corgoň ligy je ŠK Slovan Bratislava
- Mistrovským klubem v ročníku 2003/04 Corgoň ligy je MŠK Žilina
- Vítězným klubem 2. nejvyšší slovenské fotbalové ligy a postupujícím do ročníku 2004/05 je FC Rimavská Sobota

## Vítěz
| Corgoň liga 2003/04 MŠK Žilina (3. titul) |